# Indotestudo forstenii
Indotestudo forstenii är en sköldpaddsart som beskrevs av  Hermann Schlegel och Müller 1844. Indotestudo forstenii ingår i släktet Indotestudo och familjen landsköldpaddor. IUCN kategoriserar arten globalt som starkt hotad. Inga underarter finns listade i Catalogue of Life.
Arten förekommer i sydvästra Indien. Den blev introducerad på Sulawesi och Halmahera.